# Erik Rudberg (journalist)
Fritz Erik Rudberg, född den 16 april 1891 i Söderhamn, död den 4 september 1959, var en svensk tidningsman. Han var son till läkaren Fritz Rudberg.
Rudberg avlade filosofie kandidatexamen vid Uppsala universitet 1914. Han var medarbetare i Stockholms Dagblad 1915-18, i Svenska Dagbladet 1918-29 (redaktionssekreterare 1927-29), vid Åhlén & Åkerlunds förlag 1929-41, åter i Svenska Dagbladet från 1941. Han var redaktör för Svenska Dagbladets årsbok.